# Шебелинка (станція)
Шебелинка — проміжна залізнична станція 1-го класу Харківської дирекції Південної залізниці на електрифікованій лінії Занки — Букине між зупинними пунктами Андріївка та Покровське. Розташована у смт Андріївка Ізюмського району Харківської області.

## Пасажирське сполучення
На станції зупиняються приміські поїзди Ізюмського напрямку.